# Look-alike
Look-alike, alternativt lookalike, stammer fra engelsk og betyder "ser ud som." Det bruges populært om personer, der klæder sig ud for at ligne en anden person, fx et idol eller en fiktiv figur.